# أسبوع الموضة

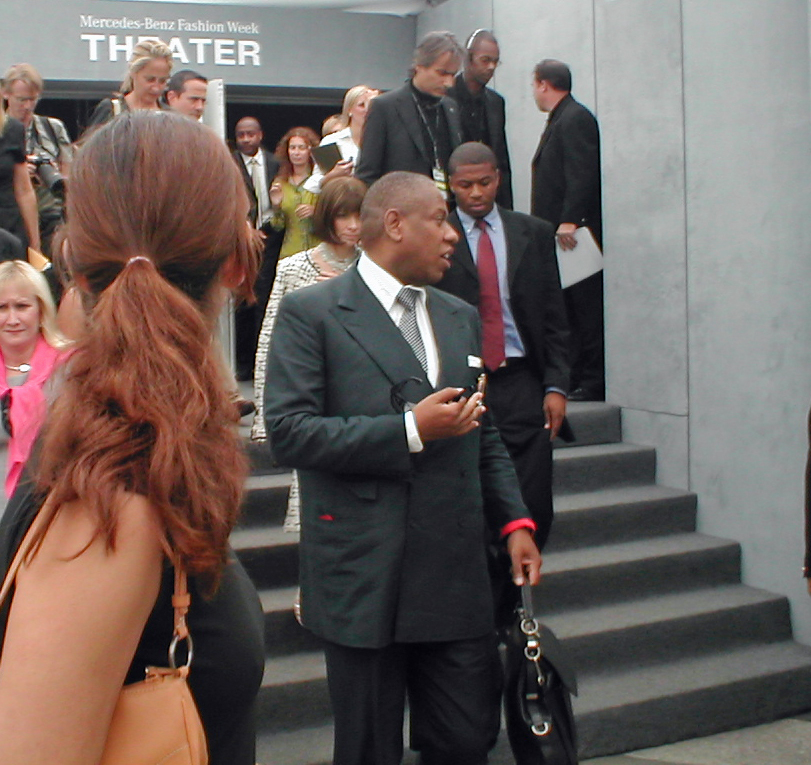
المحررين في مجلة فوج آنا وينتور وأندريه ليون تالي خلال أسبوع الموضة في نيويورك

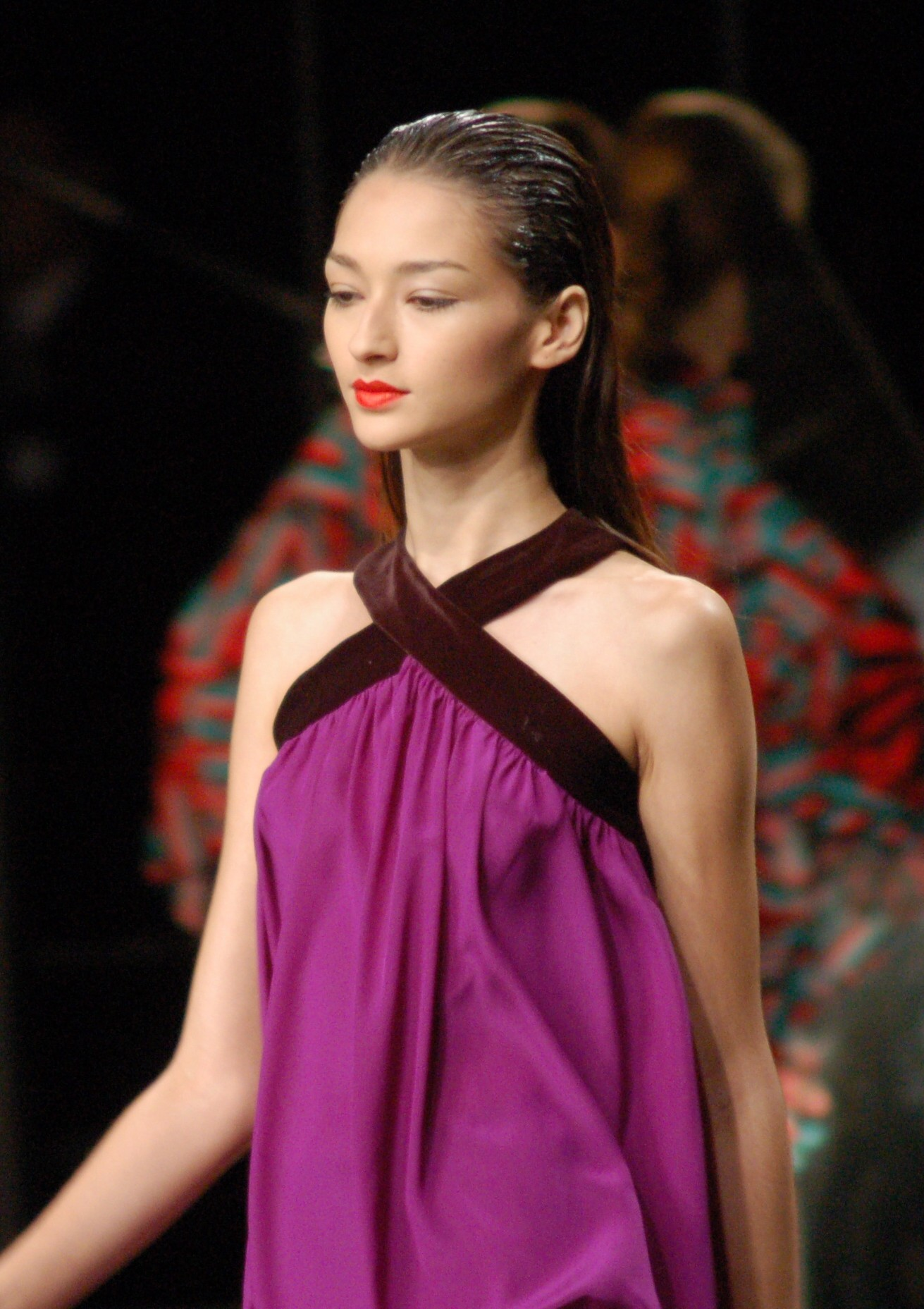
عارضة الأزياء برونا تينوريو خلال أسبوع الموضة في ساو باولو.

أسبوع الموضة هو حدث في صناعة الأزياء. ويستمر لأسبوع واحد تقريبا. وفيه يسمح لمصممي الأزياء والعلامات التجارية أو «بيوت الأزياء» عرض أحدث مجموعاتهم في عروض الأزياء ويسمح للمشترين ووسائل الإعلام بإلقاء نظرة على أحدث الصيحات. والأهم من ذلك، أن هذه الأحداث تعلم الصناعة ماهو دارج أو غير دارج لهذا الموسم.
تقام أسابيع الموضة الأبرز في عواصم الموضة الأربعة في العالم: مدينة نيويورك ولندن وميلانو وباريس. وتعقد بعض أهم أسابيع الموضة في العالم في أستراليا وبنغالور وجاكرتا وبرلين وبانكوك وبرشلونة وسيول وطوكيو وساو باولو ولوس انجليس ولودز وروما ودبي وهونغ كونغ وبوينس آيرس وسنغافورة ووتورونتو ودالاس ومدريد.

## الخصائص
يحدث أسبوع الموضة مرتين في السنة في عواصم الموضة الرئيسية في العالم: باريس وميلانو ونيويورك ولندن. تعقد اسابيع الموضة قبل عدة أشهر من الموسم حتى تتمكن الصحافة والمشترون من معاينة تصاميم الأزياء للموسم التالي. يعرض المصممون من يناير حتى أبريل مجموعات الخريف والشتاء ويعقد أسبوع الموضة للربيع والصيف من سبتمبر حتى نوفمبر. كما أنه أيضاً يعمل على إتاحة الوقت لتجار التجزئة للتنظيم لشراء أو لدمج المصممين في التسويق بالتجزئة الخاص بهم. وتم عرض أحدث الابتكارات في مجال تصاميم الفساتين من قبل مصممي الأزياء المشاهير خلال اسابيع الموضة هذه، ويتم تغطية كل هذه المجموعات في أحدث المجلات كمجلة فوج.

## الجدول
تستضيف كلا من مدينه نيويورك، لندن، ميلانو، وباريس أسبوع الموضة مرتين في السنة، فتبدأ نيويورك استضافتها مع بداية كل موسم وتتبعها المدن الأخرى بالترتيب المذكور.
هناك موسمين رئيسين في السنة - الخريف / الشتاء والربيع / الصيف. بالنسبة للأزياء النسائية، فتبدأ عروض الخريف/الشتاء دائما في مدينة نيويورك في فبراير وتنتهي في مدينة باريس في مارس.أما بالنسبة لعروض الربيع/الصيف فتبدأ في مدينة نيويورك في سبتمبر وتنتهي في مدينة باريس في أكتوبر. وبالنسبة للأزياء الرجالية، فتبدأ عروض الخريف/ الشتاء في يناير في مدينة ميلانو لمدة تقل عادة عن أسبوع ويليه عرض آخر لمدة أسبوع قصير آخر في مدينة باريس. أما بالنسبة لعروض الربيع/الصيف فتنتهي في يونيو.فعروض الهوت كوتور للأزياء النسائية تحدث عادة بعد أسبوع من عروض الأزياء الرجالية في مدينة باريس.و لأول مرة عرض الهوت كوتور للأزياء النسائية حدثت في مدينة سنغافورة، خلال أسبوع الموضة النسائية الخاص بالهوت كوتور في أكتوبر 2011. وكانت هذه أول مرة تتم فيها إقامة عروض هوت كوتور للأزياء النسائية خارج مدينة باريس.
على مدى السنوات القليلة الماضية، تم عرض مجموعات موسمية للكثير من المصممين بين موسمي الخريف/الشتاء والربيع/ الصيف التقليديين.
عادة ما تكون هذه المجموعات تجارية أكثر من كونها مجوعات رئيسية للموسم، وتساعد في تقليص مدة انتظار الزبون لملابس الموسم الجديد. حيث يوجد مجموعات مشتركة المواسم المجموعة الأولى تسمى مجوعة المصيف/الجولة البحرية وتشمل (ما قبل الربيع / الصيف), والمجوعة الثانية تسمى مجموعة ما قبل الخريف وتشمل (ما قبل الخريف / الشتاء). ولا يوجد جدول زمني محدد لهذه العروض في أي من عواصم الموضة الرئيسية لكنها عادة ما تحدث بعد ثلاثة أشهر من قدوم الموسم الرئيسي.و يعرض بعض المصممين مجموعاتهم المشتركة المواسم خارج مدنهم. كالمصمم كارل لاغرفيلد الذي عرض مجموعات المصيف وما قبل الخريف لماركة شانيل في عدة مدن مثل موسكو ولوس انجلوس ومونت كارلو بدلا من أن يعرضها في مدينة باريس. ويفضل العديد من المصممين عرض العروض خلافا للعروض التقليدية خلال فترة مجموعات المصيف وما قبل الخريف، وذلك إما لخفض التكاليف أو لأنهم يشعرون بأن هذه الوسيلة سبب لفهم الأزياء على نحو أفضل.
يمكن أن تكون بعض أسابيع الموضة محددة النوع، مثل أسبوع ميامي للموضة (لملابس السباحة) وريو سمر (لملابس السباحة)، وأسبوع بخيتابغتي (الملابس الجاهزة للارتداء)، وأسبوع كوتور (يعرض نوع من تصاميم المصمم الأصلية) وأسبوع برايدال فاشن ويك. ويعرض في أسبوع الموضة في بورتلاند الواقعة في (ولاية أوريغون، الولايات المتحدة الأمريكية) بعض أصدقاء البيئة من المصممين تصميماتهم.

## التاريخ
اقيم أول اسبوع للموضة في نيويورك في عام 1943، إذ كان هدف الرئيسي صرف الانتباه عن الموضة الفرنسية خلال الحرب العالمية الثانية عندما كان العاملون في مجال صناعة الأزياء عاجزين عن السفر إلى باريس.
إذ انها فرصة مناسبة للمصممين في أمريكا حيث كانت تعتبر الأزياء الفرنسية مصدر إلهام لهم. ونضمت خبيرة الموضة الينور لابرت حدثاً اطلقت عليه «اسبوع الصحفيين» والذي كان هدفه تسليط الضوء على المصممين للفت انتباه الصحافة المهتمة بالموضة التي كانت تتجاهل تصاميمهم في السابق. ولاقى هذا الحدث نجاحاً ساحقاً، ونتيجة لذلك بدأت مجلة فوغ «والتي عادة ما تملأ بالتصاميم الفرنسية» تضم العديد والعديد من الابتكارات الأمريكية. حتى عام 1994 , اطلقت الكثير من العروض في اماكن مختلفة مثل الفنادق والشرف. في النهاية، وبعد ماحدث في عرض مايكل كورس أثر حادث نتيجة خلل هيكلي في المبنى، تم نقل الحدث إلى حديقة براينت التي تقع خلف مكتبة نيويورك العامة، وهناك بقيت تعرض التصاميم حتى عام 2010 وتم بعد ذلك نقله إلى مركز لينكولن.
ومع ذلك، قبل لامبرت بوقت طويل، كانت هناك عروض ازياء في جميع انحاء أمريكا. وفي عام 1903م قدم متجر ايريك برذرس في مدينة نيويورك ما يعتقد انه أول عرض للأزياء لجذب الطبقة المتوسطة من الإناث للمتجر. ومن عام 1910م قامت العديد من المتاجر الكبيرة بعروض ازياء خاصة بهم، فمن المحتمل أن تجار المحلات رأوا ما يسمى ب«مسيرة الأزياء» في صالونات باريس لتصميم الأزياء وقرروا استخدام هذه الفكرة، وقد كانت هذه المسيرات وسيلة فعالة لرقي المتاجر وتحسين وضعهم. ومن 1920 كانت جميع المتاجر تقدم عروض الأزياء في جميع انحاء البلد. حيث كانوا ينظمون عروض الأزياء ويعرضونها في مطعم المتجر خلال وقت الغداء أو العشاء، وكانت هذه العروض مكلفة جدا أكثر من يومنا الحاضر. وكانت مؤسسه على فكره واحدة مرفقة بنقد وتعقيب.
وكانت عروض الأزياء منتشرة بشكل هائل وتجذب الالاف من الحشود في متاجر نيويورك. وفي الخمسينات كان يجب على أصحاب المتاجر ان يكون لديهم ترخيص للحصول على عارضات ازياء.